# Labarrus afrolividus
Labarrus afrolividus är en skalbaggsart som beskrevs av Rakovic 1991. Labarrus afrolividus ingår i släktet Labarrus och familjen Aphodiidae. Inga underarter finns listade i Catalogue of Life.